# Provincia Cardenal Caro
La Provincia Cardenal Caro es una provincia chilena, que forma parte de la Región del Libertador General Bernardo O'Higgins, junto con las provincias de Cachapoal y Colchagua. Es la única provincia de la Región del Libertador General Bernardo O'Higgins que tiene litoral.
Tiene una población de 41.160 habitantes y una superficie de 3.295,07 km². Su capital es Pichilemu, principal ciudad turística y balneario de la región en los meses de verano.

## Historia
Tiene sus orígenes en el departamento Cardenal Caro, que fue creado el 4 de septiembre de 1973 durante el gobierno del presidente Salvador Allende Gossens. Era perteneciente a la antigua provincia de Colchagua e incluía las comunas de Rosario, Marchigüe (capital), Pumanque, Pichilemu y La Estrella. Mediante el proceso de regionalización, el 1 de enero de 1976 el departamento se suprime y sus comunas quedan integradas dentro de la nueva provincia de Colchagua, que pasa a ser parte de la también nueva VI Región, que en 1978 tomaría la denominación de VI Región del Libertador General Bernardo O'Higgins.
Por decreto del 26 de octubre de 1979, el dictador Augusto Pinochet crea nuevamente la provincia Cardenal Caro, incluyendo las comunas de La Estrella, Litueche, Marchigüe, Navidad (que pertenecía al antiguo departamento de San Antonio, provincia de Santiago), Paredones y Pichilemu, que ahora pasa a ser capital en vez de Marchigüe.
Lleva el nombre de José María Caro Rodríguez, primer cardenal chileno, nacido en Pichilemu en 1866.

## Comunas
La provincia Cardenal Caro está integrada por las siguientes seis comunas, segregadas de la nueva provincia de Colchagua:
- La Estrella
- Litueche (ex El Rosario)
- Marchigüe
- Navidad
- Paredones
- Pichilemu

## Autoridades
Como provincia, Cardenal Caro es una división administrativa de segundo nivel, gobernada por un delegado presidencial provincial que es designado por el Presidente de la República. Antes de 2021 la provincia era administrada por la figura del gobernador provincial, también designado por el presidente de Chile.
Cardenal Caro es integrada por seis comunas, cada una de las cuales es gobernada por un alcalde elegido democráticamente. En el período 2021-2024, los alcaldes son Valentín Vidal (La Estrella), Rodrigo Palominos (Litueche), Sebastián Flores (Marchigüe), Roberto Córdova (Pichilemu), junto con:

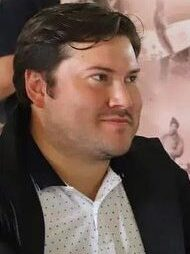
Navidad: Yanko Blumen Antivilo.
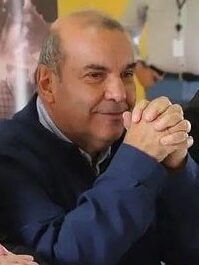
Paredones: Antonio Carvacho.

La provincia integra la 8.ª circunscripción senatorial y es representada en el Senado por Alejandra Sepúlveda Órbenes (FRVS), Juan Luis Castro González (PS) y Javier Macaya Danús (UDI). En la Cámara de Diputados, es parte del 16.º distrito electoral y la representan cuatro diputados: Cosme Mellado Pino (PR), Eduardo Cornejo Lagos (UDI), Carla Morales Maldonado (RN) y Félix Bugueño Sotelo (FRVS). Finalmente, la representan dos consejeros en el Consejo Regional de O'Higgins: Jorge Vargas González (UDI) y Ariel Valenzuela Fuenzalida (ind. FRVS).
Las autoridades son nombradas directamente por el Presidente de la República y se mantienen en su cargo mientras cuenten con su confianza.

### Gobernador provincial (1979-2021)

Logotipo de la Gobernación de la Provincia de Cardenal Caro hasta 2021.

Los siguientes fueron los gobernadores provinciales de Cardenal Caro.
| Gobernador(a)                 | Partido | Partido | Inicio              | Final               | Presidente(a) | Presidente(a)           |
| ----------------------------- | ------- | ------- | ------------------- | ------------------- | ------------- | ----------------------- |
| Marcelo Nogueira Hidalgo      |         | Ind.    | 1979                | 11 de marzo de 1990 |               | Augusto Pinochet        |
| Hernán Eduardo Vieira Herrera |         | PDC     | 11 de marzo de 1990 | 11 de marzo de 1994 |               | Patricio Aylwin         |
| Rolando Cárdenas Ibarra       |         | PPD     | 11 de marzo de 1994 | 11 de marzo de 2000 |               | Eduardo Frei Ruíz-Tagle |
| Cristián Oyarzún Estay        |         | PDC     | 11 de marzo de 2000 | 2002                |               | Ricardo Lagos           |
| José Saúl Bravo Gallegos      |         | PPD     | 2002                | 2004                |               | Ricardo Lagos           |
| Fabricio Jiménez Mardones     |         | PRSD    | 2004                | 11 de marzo de 2006 |               | Ricardo Lagos           |
| Hernán San Martín Valdés      |         | PPD     | 11 de marzo de 2006 | 2007                |               | Michelle Bachelet       |
| Loreto Puebla Muñoz           |         | PDC     | 2007                | 11 de marzo de 2010 |               | Michelle Bachelet       |
| Julio Ibarra Maldonado        |         | RN      | 16 de marzo de 2010 | 11 de marzo de 2014 |               | Sebastián Piñera        |
| Teresa Núñez Cornejo          |         | PS      | 11 de marzo de 2014 | 11 de marzo de 2018 |               | Michelle Bachelet       |
| Carlos Ortega Bahamondes      |         | RN      | 11 de marzo de 2018 | 14 de julio de 2021 |               | Sebastián Piñera        |

### Delegado Presidencial Provincial (Desde 2021)

Logotipo de la Delegación Presidencial Provincial de Cardenal Caro desde 2021.

Nuevo cargo que reemplaza la figura de Gobernador provincial.
| Delegado(a)                 | Partido | Partido | Inicio                 | Final                  | Presidente(a) | Presidente(a)    |
| --------------------------- | ------- | ------- | ---------------------- | ---------------------- | ------------- | ---------------- |
| Carlos Ortega Bahamondes    |         | RN      | 14 de julio de 2021    | 11 de marzo de 2022    |               | Sebastián Piñera |
| Carlos Cisterna Pavez       |         | PS      | 11 de marzo de 2022    | 27 de octubre de 2023  |               | Gabriel Boric    |
| Patricia Torrealba Pino (s) |         | PS      | 27 de octubre de 2023  | 2 de diciembre de 2023 |               | Gabriel Boric    |
| Josefina Toro Rodríguez     |         | PS      | 2 de diciembre de 2023 | En el cargo            |               | Gabriel Boric    |